# Cakung (Dżakarta Wschodnia)
Cakung  – dzielnica Dżakarty Wschodniej. 

Mapa dzielnicy

## Podział
W skład dzielnicy wchodzi siedem gmin (kelurahan):
- Cakung Timur
- Cakung Barat
- Rawa Terate
- Jatinegara
- Penggilingan
- Pulogebang
- Ujung Menteng